# メシマコブ
メシマコブ(Phellinus linteus) は、タバコウロコタケ科のキノコである。桑の木などに寄生して栄養を奪いながら扇状に育つ。子実体の傘の直径が30cmになるまでに20-30年はかかるという希少なキノコで、外見はサルノコシカケによく似ている。温度、湿度、日当たりなどの環境が整わないと菌糸が育たず、栽培も培養も難しいことから幻のキノコと呼ばれてきた。中国では桑黄と呼ばれ漢方薬としても珍重されてきた。ただし、桑黄とメシマコブは必ずしも同一でないことが遺伝子解析で明らかになっている。

## 薬用効果
キノコ類に抗がん作用や免疫増強作用があることは一般的によく知られている。シイタケ由来のレンチナン、カワラタケ由来のクレスチン、スエヒロタケ由来のシゾフィランなど抗がん剤や化学療法における副作用の軽減に用いられることが多い。メシマコブは1968年に国立がんセンターの千原呉郎、池川哲郎らの研究により、ガン細胞の増殖を最も抑制することが発表され注目されることになった。メシマコブの抗腫瘍効果（腫瘍阻止率）は96.7%で最も高かった。
韓国では国家プロジェクトにより韓国新薬がメシマコブの菌糸体培養に成功した。その中でも特に抗がん作用に優れた菌株PL2・PL5のメシマコブ菌糸体熱水抽出物から、「メシマ」という名の製剤が開発され、1993年に肝臓および胃や腸などの消化器がんに対する抗がん免疫増強剤として医薬品の認可を受け販売されている。主成分は多糖類（β-グルカンやα-グルカンなどのグルコース）と酸性ヘテロマンナンタンパク複合体である。メシマは他のキノコ類と比較してマンノースやガラクトースが多いのが特徴である。
日本では1988年以降、西条中央病院（東広島市）の山名征三医師によって胃癌、肝臓癌、肺がん、直腸がん、子宮がんなどの治験例が「薬学雑誌」や「診療と新薬」などの医薬誌で報告されている。
1999年、2000年には日本代替医療学会（現：日本補完代替医療学会）において太田富久らによって免疫増強作用や抗腫瘍活性が報告された。
2004年には日本放射線学会関西地方会において関西医科大学放射線科の小島博之医師、谷川昇医師、澤田敏医師、西宮協立脳神経外科病院の横田芳郎らによって多発性肺移転を伴う肝細胞癌の治験例が学会報告され、2006年「Radiation Medicine」に論文発表された。また、群馬大学泌尿器科の柴田康博医師、秩父市立病院の栗田晋医師らによって前立腺がんの臨床報告が「Urologia Internationalis」で発表された。
2019年、2021年には「あたまと体のヘルスケア・クリニック神田」の池田秀敏医師らによる臨床例が報告された。膵臓がん、肺がん、胃がん、肝臓がん、食道がん、乳がん、胆嚢がん、大腸がん、甲状腺がん、腎臓がん、卵巣がんに対する「メシマ」の有効性が示唆された。
動物試験やin vitroでも多くの論文がある。
- 肺がんに対するメシマコブと抗がん剤ドキソルビシン（DXR）の併用効果[14]
- 乳がんに対するメシマコブと抗がん剤フルオロウラシル（5-FU）の併用効果[15]
- 結腸がんに対するメシマコブと抗がん剤イリノテカン（CPT-11）の併用効果[16]
- 前立腺がんに対するメシマコブと抗がん剤ドキソルビシン（DXR）の併用効果[17]
- 尿路上皮がん（膀胱がん）に対する効果[18]
- 甲状腺がんに対する効果[19]
- 皮膚がんに対する効果[20]
- 脾腫に対するメシマコブと抗がん剤マイトマイシンCとの併用効果[21]
- 巣状糸分節性球体硬化症（ネフローゼ症候群）に対する作用[22]

海外では2008年に乳がんの成長阻害や浸潤抑制作用が「British Journal of Cancer」で報告されている。また2020年には肝細胞癌における放射線治療と「メシマ」の併用効果が論文発表されている。
2022年には韓国新薬の「メシマ」を用いたヒト臨床試験が実施された。二重盲検プラセボ対照ランダム化比較試験の結果、NK細胞活性はプラセボ群と比較してメシマ投与群で有意に増加した。肝機能および腎機能における有害な事象は観察されず、経口摂取しても安全でかつ免疫力を向上させる可能性が示唆された。
日本では医薬品として認可されておらず、癌の補完代替療法や抗がん剤の副作用軽減、QOL（生活の質）を高める目的で、多くの医療機関などで健康補助食品として利用されている。
また、ペットの高齢化に伴い犬や猫などに対する臨床研究も学会で報告がある。